# Za wszelką cenę (serial telewizyjny)
Za wszelką cenę (ang. Make It or Break It, 2009–2012) – amerykański serial dramatyczny opowiadający o życiu czterech nastoletnich gimnastyczek, starających się o sukces na Olimpiadzie. Miał swoją premierę 22 czerwca 2009 roku na kanale ABC Family, którą obejrzało 2,5 miliona widzów. 27 lipca 2009, po sukcesie serialu, został on wydłużony o kolejne 10 odcinków, które były emitowane od 4 stycznia 2010. Po zadowalających wynikach oglądalności, ABC Family zaczęło produkcję drugiego sezonu, który zadebiutował na ekranie 28 czerwca 2010. Od 13 lipca, serial jest emitowany we wtorki, tuż po serialu Słodkie kłamstewka. Nowe odcinki drugiej serii miały swoją premierę 28 marca 2011. Drugi sezon zakończył się 23 maja 2011. 16 września 2011 stacja ABC Family zamówiła sezon trzeci, który pojawił się na antenie 26 marca 2012. Stacja zdecydowała się na zakończenie sezonu na 8 odcinku, który zostanie wyemitowany 14 maja.
Za wszelką cenę został stworzony przez Holly Sorensen, która razem z Paulem Stupinem, jest producentem wykonawczym serialu.

## Opis fabuły
Serial opowiada losy nastoletnich gimnastyczek, trenujących w jednym z najlepszych klubów – The Rocky Mountain Gymnastic Training Center, znanym również jako The Rock. Podczas gdy ich indywidualne umiejętności sprawiają, że cztery młode dziewczyny stają się kandydatkami na medalistki olimpijskie, muszą zmierzyć się z konfliktami i problemami, który mogą odciągnąć je od celu. Z pomocą trenera, Sashy Belova, gimnastyczki muszą pokonać dramat, aby osiągnąć sukces.
W skład ekipy wchodzą między innymi Chelsea Hobbs jako nowa Emily Kmetko, Ayla Kell jako skupiona Payson Keeler, Josie Loren jako Kaylie Cruz oraz Cassie Scerbo jako jędzowata Lauren Tanner. Menadżerka The Rock, Summer Van Horn, jest grana przez Candace Cameron Bure. Rosa Blasi występuje jako matka Kaylie – Ronnie, gwiazda jednego sezonu lat osiemdziesiątych, natomiast Peri Gilpin wciela się w rolę rodzicielki Payson – Kim Keeler.

## Obsada i bohaterowie
Role główne
| Bohater         | Aktor                | Liczba odc. |
| --------------- | -------------------- | ----------- |
| Lauren Tanner   | Cassie Scerbo        | 40          |
| Kaylie Cruz     | Josie Loren          | 40          |
| Payson Keeler   | Ayla Kell            | 40          |
| Emily Kmetko    | Chelsea Hobbs        | 36          |
| Summer Van Horn | Candace Cameron Bure | 40          |
| Kim Keeler      | Peri Gilpin          | 40          |
| Chloe Kmetko    | Susan Ward           | 38          |
| Sasha Belov     | Neil Jackson         | 35          |

Role drugoplanowe
| Bohater         | Aktor                 | Liczba odc. |
| --------------- | --------------------- | ----------- |
| Steve Tanner    | Anthony Starke        | 31          |
| Carter Anderson | Zachary Burr Abel     | 26          |
| Damon Young     | Johnny Pacar          | 22          |
| Ronnie Cruz     | Rosa Blasi            | 20          |
| Alex Cruz       | Jason Manuel Olazabal | 19          |
| Mark Keeler     | Brett Cullen          | 15          |
| Brian Kmetko    | Wyatt Smith           | 14          |
| Austin Tucker   | Zane Holtz            | 13          |
| Kelly Parker    | Nicole Anderson       | 12          |
| Becca Keeler    | Mia Rose Frampton     | 10          |
| Ellen Beals     | Michelle Clunie       | 9           |
| Razor           | Nico Tortorella       | 8           |
| Max Spencer     | Joshua Bowman         | 7           |
| Marty Walsh     | Erik Palladino        | 6           |
| Loe Cruz        | Marcus Coloma         | 6           |
| Nick Russo      | Cody Longo            | 6           |
| MJ Martin       | Marsha Thomason       | 6           |

## Odcinki
Premiery w USA na kanale ABC Family:

Sezon 1
- (odcinki 1-10) – 22 czerwca 2009
- (odcinki 11-20) – 4 stycznia 2010

Sezon 2
- (odcinki 21-30) – 28 czerwca 2010
- (odcinki 31-40) – 28 marca 2011

Sezon 3 – styczeń 2012

## Nagrody i nominacje
- 2009: Teen Choice Awards – Choice Summer TV Show – nominacja
- 2010: Teen Choice Awards – Choice Summer TV Show – nominacja
- 2010: Teen Choice Awards – Choice Summer TV Star Female (Josie Loren) – nominacja
- 2010: Teen Choice Awards – Choice Summer TV Star Male (Zachary Burr Abel) – nominacja
- 2010: People's Choice Awards – TV Obsession – pierwszy etap
- 2011: Teen Choice Awards – Choice TV Drama - nominacja
- 2011: Teen Choice Awards – Choice TV Drama Actress (Josie Loren) - nominacja